# Kanton Montebourg
Der Kanton Montebourg war von 1790 bis 2015 ein französischer Wahlkreis im Arrondissement Cherbourg, im Département Manche und in der Region Basse-Normandie. Hauptort war Montebourg.
Der Kanton umfasste Wahlberechtigte aus 22 Gemeinden:
| Gemeinde                   | Einwohner Jahr | Fläche km² | Bevölkerungsdichte | Code INSEE | Postleitzahl |
| -------------------------- | -------------- | ---------- | ------------------ | ---------- | ------------ |
| Azeville                   | 92 (2013)      | –          | – Einw./km²        | 50026      | 50310        |
| Écausseville               | 99 (2013)      | –          | – Einw./km²        | 50169      | 50310        |
| Émondeville                | 367 (2013)     | –          | – Einw./km²        | 50172      | 50310        |
| Éroudeville                | 240 (2013)     | –          | – Einw./km²        | 50175      | 50310        |
| Flottemanville             | 190 (2013)     | –          | – Einw./km²        | 50186      | 50700        |
| Fontenay-sur-Mer           | 171 (2013)     | –          | – Einw./km²        | 50190      | 50310        |
| Fresville                  | 367 (2013)     | –          | – Einw./km²        | 50194      | 50310        |
| Le Ham                     | 349 (2013)     | –          | – Einw./km²        | 50227      | 50310        |
| Hémevez                    | 184 (2013)     | –          | – Einw./km²        | 50241      | 50700        |
| Joganville                 | 111 (2013)     | –          | – Einw./km²        | 50258      | 50310        |
| Lestre                     | 274 (2013)     | –          | – Einw./km²        | 50268      | 50310        |
| Montebourg                 | 2085 (2013)    | –          | – Einw./km²        | 50341      | 50310        |
| Ozeville                   | 151 (2013)     | –          | – Einw./km²        | 50390      | 50310        |
| Quinéville                 | 290 (2013)     | –          | – Einw./km²        | 50421      | 50310        |
| Saint-Cyr                  | 204 (2013)     | –          | – Einw./km²        | 50461      | 50310        |
| Saint-Floxel               | 482 (2013)     | –          | – Einw./km²        | 50467      | 50310        |
| Saint-Germain-de-Tournebut | 406 (2013)     | –          | – Einw./km²        | 50478      | 50700        |
| Saint-Marcouf              | 331 (2013)     | –          | – Einw./km²        | 50507      | 50310        |
| Saint-Martin-d’Audouville  | 135 (2013)     | –          | – Einw./km²        | 50511      | 50310        |
| Sortosville                | 97 (2013)      | –          | – Einw./km²        | 50578      | 50310        |
| Urville                    | 201 (2013)     | –          | – Einw./km²        | 50610      | 50700        |
| Vaudreville                | 75 (2013)      | –          | – Einw./km²        | 50621      | 50310        |